# Klimov VK-800
Le Klimov VK-800 (en russe : « Климов ВК-800 ») est un turbomoteur russe de cinquième génération, de la gamme des 500 à 800 ch.

## Généralités
Ce moteur a été conçu pour équiper les hélicoptères Mi-54 (en), Ansat et Ka-226 « Sergueï ». La version dérivée VK-800V a été développée pour propulser des hélicoptères de faible et gros tonnages, à la fois en usage mono ou bimoteur. Les paramètres du moteur ont été atteints avec une structure interne très simple, constituée d'un compresseur centrifuge et d'une turbine mono-étage non refroidie. Cette simplicité diminue la complexité de fabrication du moteur et réduit les coûts nécessaires en entretien et utilisation. De plus, ces éléments à caractéristiques élevées participent au haut rendement dont bénéficie le moteur.

## Historique
Ce cœur de moteur multi-usages fut présenté pour la première fois à l'exposition « Engines 98 » de Moscou. À cette date, les tests sur banc étaient en passe de commencer, mais vers 2004 le développement fut suspendu, par manque de fonds. Certaines publications donnèrent la désignation de « VKS-800 » au moteur, le « S » soulignant la participation de l'entreprise ukrainienne Motor Sich, qui en 2000 parlait de ce moteur comme d'un effort conjoint.
Bien qu'une annonce en 1998 indiquât que les tests sur banc étaient « sur le point de débuter », un rapport daté du 21 décembre 2001 signifiait que les deux partenaires « avaient commencé la production des premiers composants ». Les essais en vol du VK-800V furent ensuite planifiés pour la fin 2002, avec une certification prévue pour la fin de 2003, mais ce programme ne fut pas accompli.
Klimov a passé les nombreuses années restantes jusqu'à aujourd'hui, à simplifier son moteur, et parmi d'autres améliorations, à enlever l'un des deux compresseurs centrifuges. Alors qu'en 2000 le taux de compression était de 12 pour 1, ce taux avait chuté à 8 pour 1 en 2005. Par un dessin soigneusement revu, et une augmentation de la vitesse de rotation des organes internes du moteur, le taux de compression est désormais remonté à 10 pour 1. Ce résultat a été obtenu malgré une simplification de la turbine, dotée d'ailettes pleines non-refroidies. En 2004, Klimov décrivait le programme comme étant « en attente ».
Au salon aéronautique de Paris-Le Bourget de 2007, Klimov annonça une reprise du programme. Le constructeur affirma également que le moteur avait effectué des centaines d'heures de tests sur bancs et qu'il était prêt. Une archive de la page web de Klimov concernant le VK-800 donne une date de certification espérée pour 2008.

## Versions
- VK-800S : (en russe : « ВK-800C ») Version conçue pour les avions (en russe : « Самолет ») à turbopropulseurs ayant une charge utile maximale d'environ une tonne ;
- VK-800V : (en russe : « ВK-800В ») Version pour hélicoptères (V pour « Hélicoptère », en russe : « Вертолет »).

## Applications
- Mi-54 (en)
- Ansat
- Ka-226 « Sergueï »[1]